# Hypothyris bifasciata
Hypothyris bifasciata är en fjärilsart som beskrevs av Heinrich Neustetter 1929. Hypothyris bifasciata ingår i släktet Hypothyris och familjen praktfjärilar. Inga underarter finns listade i Catalogue of Life.